# Betula utilis
Espèce
Classification phylogénétique
Statut de conservation UICN

 LC  : Préoccupation mineure
Bouleau de l'Himalaya
Le Bouleau de l'Himalaya (Betula utilis) est une espèce de bouleau originaire de l'Himalaya, où il pousse à des altitudes allant jusqu'à 4 500 m. L'épithète spécifique, utilis, se réfère aux nombreuses utilisations des différentes parties de l'arbre. L'écorce blanche, rappelant du papier, a été utilisée dans l'Antiquité pour écrire notamment les textes sacrés sanskrits. Elle est encore utilisée comme papier pour l'écriture des mantras sacrés, avec l'écorce placée dans une amulette et portée comme protection. Des variétés sélectionnées sont utilisées pour l'aménagement paysager à travers le monde, alors même que certaines zones de son habitat d'origine sont perdues en raison de la surexploitation des arbres comme bois de chauffage.

## Taxonomie
Betula utilis a été décrit et nommé par le botaniste David Don dans son livre Prodromus Florae Nepalensis (1825), à partir d'échantillons recueillis par Nathaniel Wallich au Népal en 1820. Betula jacquemontii (Spach), d'abord décrit et nommé comme espèce en 1841, est considéré maintenant comme une variété de Betula utilis et dénommé Betula utilis var. jacquemontii.

## Description
Dans son habitat naturel, Betula utilis tend à former des forêts, où il se présente sous forme d'arbuste ou d'arbre atteignant jusqu'à 20 m de hauteur. Il pousse souvent au milieu de conifères épars et dans les sous-bois d'arbustes, généralement à feuillage persistant comme les Rhododendrons. L'arbre est dépendant de l'eau de la fonte des neiges plutôt que des pluies de mousson. Ils sont souvent très pliés par suite du poids de la neige l'hiver dans l'Himalaya.
Les feuilles sont ovales, légèrement velues, de 5 à 10 cm de long, avec des bords dentelés. La floraison a lieu de mai à juillet, avec seulement quelques chatons mâles et souvent un court et unique (parfois une paire) chaton femelle. Le périanthe a quatre parties dans les fleurs mâles et est absent dans les fleurs femelles. Les fruits mûrissent en septembre-octobre.
La mince écorce à texture de papier est très brillante, d'un brun rougeâtre, rouge blanc ou blanc, avec des lenticelles horizontales. L'écorce pèle en larges bandes horizontales, très utiles pour la création même de grandes pages. Une espèce de champignons, appelée localement Bhurja-granthi, peut former sur les arbres des excroissances noires pouvant peser jusqu'à 1 kg.
Le bois est très dur et dense mais très fragile. Le bois de cœur est rose ou beige rougeâtre.

## Galerie photo

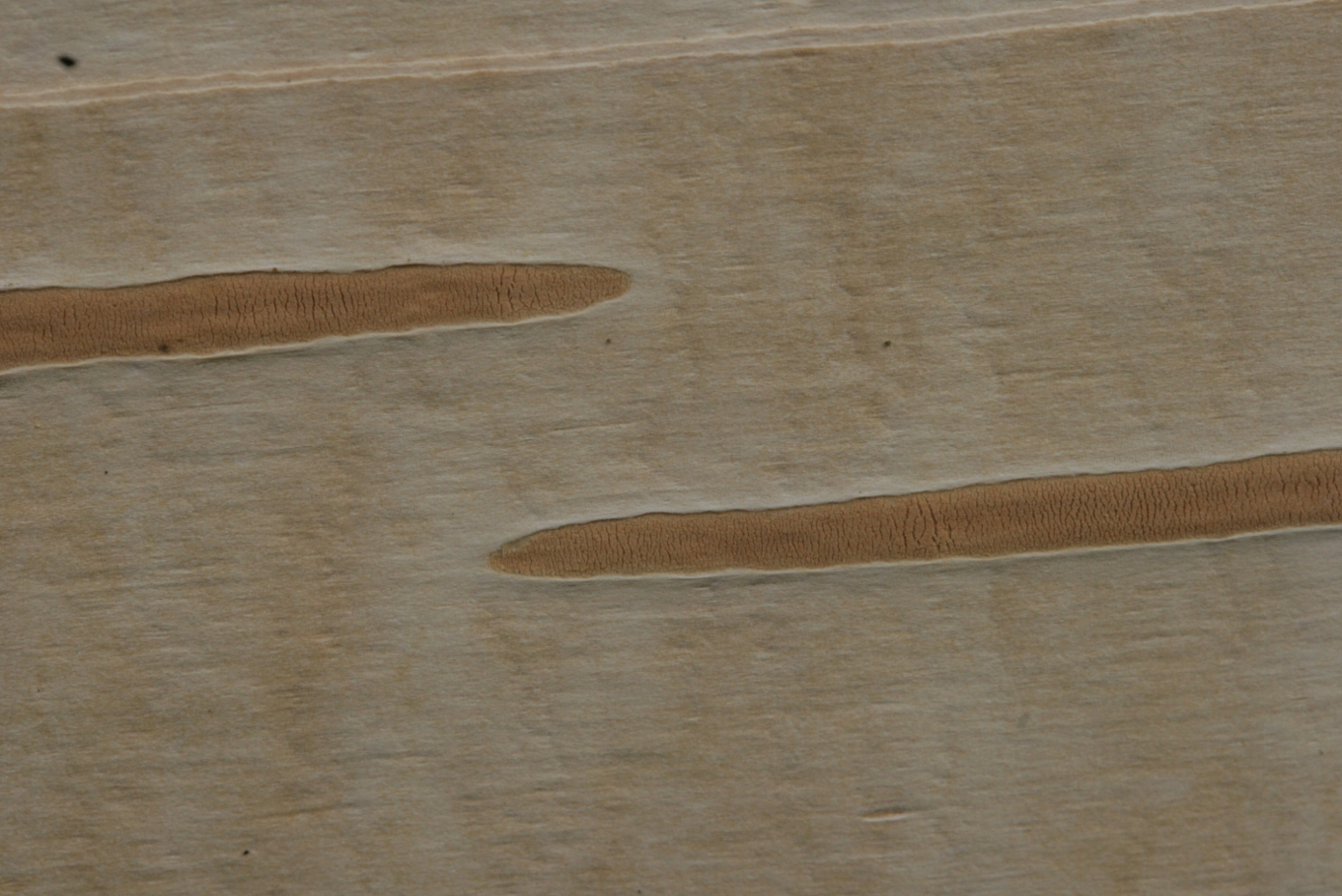
Lenticelles
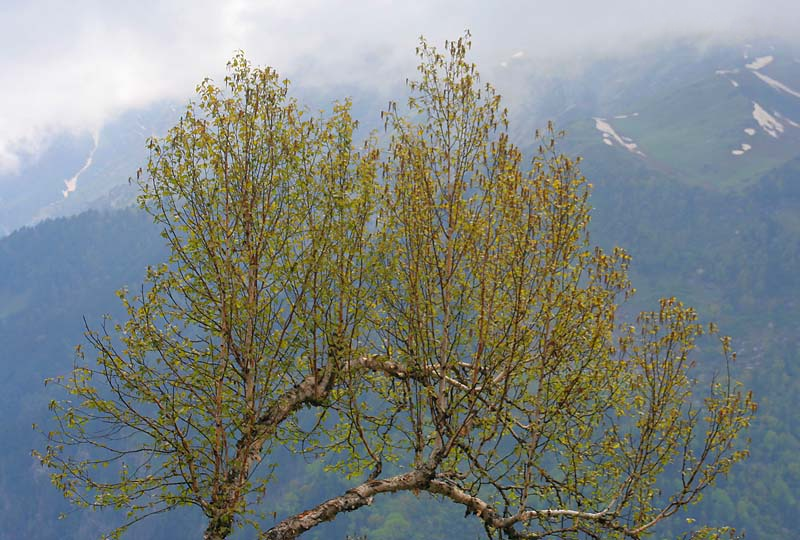
Arbre tordu dans l'Himalaya
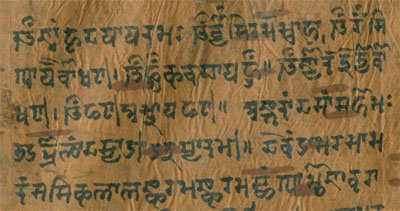
Texte sanskrit sur écorce de bouleau (XVIIe siècle)

## Variétés et cultivars

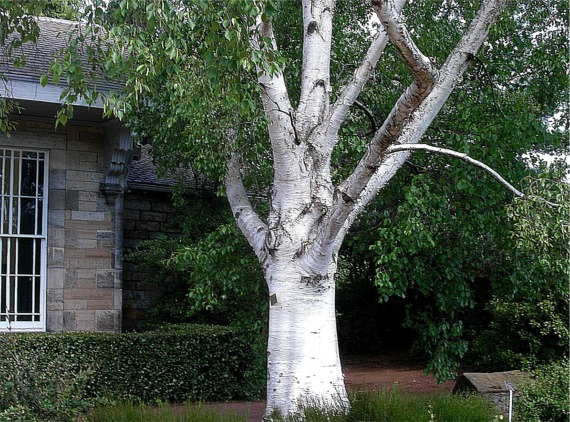
Bouleau de l'Himalaya au jardin botanique d'Édimbourg.

Beaucoup de variétés et de cultivars de Betula utilis sont utilisés dans l'art paysager dans le monde entier. Dans la partie la plus orientale de son aire de distribution, certaines formes présentent des troncs aux tons orangés ou cuivrés. Betula utilis var. jacquemontii, dans l'aire occidentale de son habitat naturel, présente de nombreux cultivars au tronc blanc. Ceux-ci ont été primés du Award of Garden Merit par la Royal Horticultural Society :
- 'Doorenbos'[1]
- 'Fascination'[2]
- 'Forest Blush'[3]
- 'Grayswood Ghost'[4]
- 'Jermyns'[5]
- 'Park Wood'[6]
- 'Silver Shadow'[7]

Comme son nom l'indique, 'Wakehurst Place Chocolate' montre un tronc brun foncé presque noir.